# Jardim Elétrico
Jardín Eléctrico es el cuarto álbum de la banda brasileña Os Mutantes, lanzado en 1971. Cinco de las canciones de este álbum debían ser lanzadas en el disco Tecnicolor, grabado para el mercado externo, que acabó siendo cancelado en la época y sólo fue lanzado en 2000.

## Canciones
| N.º | Título                    | Escritor(es)                              | Duración |  |
| 1.  | «Top Top»                 | Mutantes / Liminha                        | 2:28     |  |
| 2.  | «Benvinda»                | Arnaldo Baptista / Rita Lee               | 2:47     |  |
| 3.  | «Tecnicolor»              | Arnaldo Baptista / Rita Lee / Sérgio Dias | 3:44     |  |
| 4.  | «El Justiciero»           | Arnaldo Baptista / Rita Lee / Sérgio Dias | 3:52     |  |
| 5.  | «It's Very Nice pra Xuxu» | Arnaldo Baptista / Rita Lee / Sérgio Dias | 4:48     |  |
| 6.  | «Portugal de Navio»       | Arnaldo Baptista / Rita Lee / Sérgio Dias | 2:43     |  |
| 7.  | «Virgínia»                | Arnaldo Baptista / Rita Lee / Sérgio Dias | 3:27     |  |
| 8.  | «Jardim Elétrico»         | Arnaldo Baptista / Rita Lee / Sérgio Dias | 3:14     |  |
| 9.  | «Lady Lady»               | Mutantes / Liminha                        | 3:33     |  |
| 10. | «Saravá»                  | Arnaldo Baptista / Rita Lee / Sérgio Dias | 4:24     |  |
| 11. | «Baby»                    | Caetano Velloso / Versión: Mutantes       | 3:37     |  |

## Músicos
- Arnaldo Baptista: teclados, voz
- Rita Lee: voz
- Sérgio Días:  guitarras eléctricas, voz
- Liminha: bajo, voz
- Dinho Leme: batería

Participación:
- Rogério Duprat: arreglos orquestáis

- Datos: Q3279731